# Жуть (Великий Человек-паук)
«Жуть» (англ. Freaky) — десятый эпизод первого сезона американского мультсериала «Великий Человек-паук».

## Сюжет
Месмеро контролирует людей и совершает преступление. Прибывает Человек-паук, чтобы его остановить. Затем является Росомаха и думает, что Паук загипнотизировал людей, но Паркер говорит, что это не его вина. Когда граждане доводят Росомаху до ярости, он готов напасть на них с когтями, но Человек-паук останавливает его. Тогда Логан использует гидрант, выпуская воду, чтобы привести людей в чувства. Далее Росомаха замечает Месмеро и, понимая, что это его рук дело, бросается на него. Он угрожает ему, подставив кулак без когтей к шее и выпуская их по одному. Месмеро освобождает людей от своего контроля. Приходит Ник Фьюри и его агенты, которые арестовывают злодея. Паук ругается с Росомахой, и Месмеро, замечая это, решает поменять их телами.
На следующий день Питер не даёт своим друзьям списать у него алгебру, а на уроке ему становится нехорошо, и он засыпает, оказываясь в теле Логана. Паркер не может контролировать когти, и они вырываются. Паук не нарочно громит дом Росомахи. Логан приходит в себя в теле Питера, когда Флэш плюётся в него. Не понимая, что происходит, Росомаха сбегает с урока, поражая друзей странным поведением. Питер звонит на свой мобильник и говорит с Логаном. В дом Росомахи врывается Саблезубый и атакует Паркера. Паук пытается объяснить злодею, что он не Росомаха, но Саблезубый не верит. Питер говорит Логану быть в школе и бежит к нему, отрываясь от Саблезубого. Тем временем Росомаха в теле Паркера пристаёт к Мэри Джейн, а затем проучивает Флэша, когда хулиган пытается отжать у него деньги.
Встретившись, Росомаха говорит, что это проделки Месмеро. Паук считает, что Саблезубый не найдёт его, но Логан говорит, что злодей учует его. Саблезубый действительно приходит к школе и нападает на них. Питер заставляет Росомаху надеть паучий костюм, чтобы он не выдавал способности Паркера. Логан сначала не хочет этого делать, но потом всё же одевается. Он пытается лететь на паутине, но у него плохо получается. Тем временем Паук в теле Росомахи сражается с Саблезубым. Логан отдаёт Питеру его веб-шутеры, и Паркер справляется со злодеем. Затем вместе они добивают его, одерживая победу. Они хотят поменяться телами обратно и идут к Месмеро. Паук научается контролировать когти Росомахи и угрожает злодею, как Логан в прошлый раз. Месмеро меняет их обратно. После Логан говорит Питеру ценить его окружение и друзей, которые заботятся о нём, а затем угоняет самолёт «Щ.И.Т.а» и улетает. Покидая авианосец, Паркер обнаруживает, что Росомаха истратил все запасы паутины.

## Отзывы
Дэвид Симс из The A.V. Club поставил серии оценку «C» и написал, что «был очень взволнован, увидев Брайана Майкла Бендиса единственным сценаристом эпизода». Он не уверен, что «дурацкая сверхъестественная комедия — это то, что действительно нужно „Великому Человеку-пауку“, но, к сожалению, до сих пор она довольно хорошо вписывается в тон мультсериала». Критику всё же показалось забавным, когда «Логан-Паучок свесился с моста на паутине, не зная, что делать дальше».
Алекс Залбен из MTV News посчитал, что в эпизоде «блестяще работают шутки», особенно отмечая «действия Росомахи в теле Человека-паука, и наоборот». Рецензент похвалил работу Стива Блума, написав, что он «отлично справляется с передачей тона Питера Паркера через „настоящий“ голос Росомахи».
Сайт CBR поставил серию на 1 место в топе лучших эпизодов 1 сезона мультсериала по версии IMDb.